# Ligumia subrostrata
Ligumia nasuta је шкољка из реда Unionoida и фамилије Unionidae.

## Распрострањење
Сједињене Америчке Државе су једино познато природно станиште врсте.

## Станиште
Станиште врсте су слатководна подручја.